# 富山の売薬
富山の売薬（とやまのばいやく）とは、古くから富山県（旧越中国）を拠点としてきた医薬品配置販売業の通称である。「越中富山の薬売り」とも呼ばれる。 

## 歴史

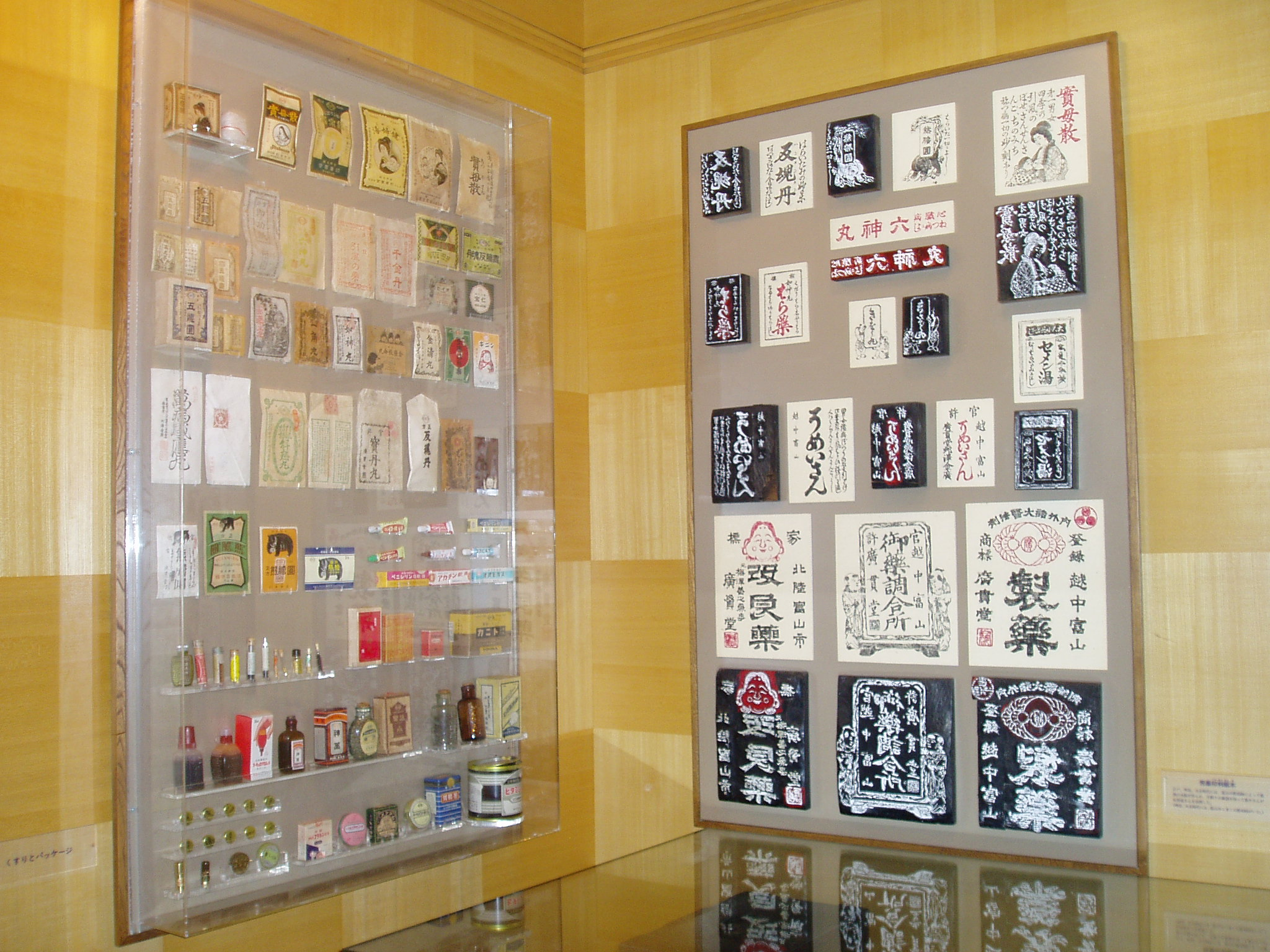
富山市に本社がある広貫堂の薬

### 薬種商の始まり
薬種商の始まりは室町時代とされる。中原康富の『康富記』（1455年）の1453年5月2日（6月17日）の条に「諸薬商買の千駄櫃申し間事談合とするなり。薬売るもの施薬院相計る所なり」と書いてある。また、『御府文書』には1460年に京都の四府賀興丁座の中に薬品類を商いする商人がいたことが記されている。
富山で薬種商が始まったのは16世紀中頃、越中に薬種商の唐人の座ができたことである。17世紀初期から中頃にかけて丸剤や散剤を製薬する専業店が現れる。開業当時は薬種販売のみを行い、それから製薬業に移ったと思われる。

### 創業と発達
1639年に加賀藩から分藩した富山藩は多くの家臣や参勤交代、江戸幕府から命じられた委託事業（手伝普請など）、生産性の低い領地といった要因で財政難に苦しめられていた。そこで富山藩は本家の加賀藩に依存しない経済基盤をつくるために産業を奨励した。その一つに製薬（売薬商法）があった。
17世紀終期、富山藩第2代藩主・前田正甫が薬に興味を抱いて合薬の研究をし、富山では最も有名な合薬「富山反魂丹」が開発された。これが富山売薬の創業とされることが多いが、実際はこの頃、既に反魂丹は存在しており、生産の中心地は和泉国（現在の大阪府南部）であった。
富山市に本社がある医薬品会社の広貫堂によると、正甫は腹痛の持病があったため胃腸薬の反魂丹に関心を持っており、富山へは岡山藩の医師から伝わっていたという。
1690年に江戸城で腹痛になった三春藩主の秋田輝季に正甫が反魂丹を服用させたところ腹痛が驚異的に回復した、とされる「江戸城腹痛事件」という巷談がある。このことに驚いた諸国の大名が富山売薬の行商を懇請したことで富山の売薬は有名になった、とするが、この腹痛事件に史料的な裏付けは無い。ともあれ正甫は領地から出て全国どこでも商売ができる『他領商売勝手』を発布した。さらに富山城下の製薬店や薬種業者の自主的な商売を保護し、産業奨励の一環として売薬を奨励した。このことが越中売薬発生の大きな契機となった。
中世以来、修験者は護符や牛王宝印を諸国を越境して配布することが認められていたことが知られており、八幡神社（富山県八尾町）所蔵の『当山古記録』には、富山地方の修験者が諸国で売薬をしていたことを証明する記述がある。また、江戸時代の香具師は自らを修験者の後裔と自認し、薬種商売薬に近しい存在として売薬に職業的本質を求めていたことが知られている。たとえば、元禄期以後に薬種商の松井屋源左衛門に連なるものと自称し、三都で芸の傍ら反魂丹を商っていた香具師集団、松井一家に伝わる伝説がある。源左衛門の子孫で、浅草の香具師だった松井源水所蔵の『越中富山反魂丹之記』によれば、松井氏の祖であり修験者だった松井玄長が立山奥の院に参籠していたところ、立山権現が顕現した一人の老人から薬草の調合法を教わったのが始まりという。立山信仰を司る修験者と、都市に出没する香具師の活動を富山藩が後押しした事が、富山売薬が発展した背景にあると考えられている。
18世紀になると売薬は藩の一大事業になり、反魂丹商売人に対する各種の心得が示された。この商売道徳が現在まで富山売薬を発展させてきた一因であるとされる。藩の援助と取締りを行う反魂丹役所、越中売薬は商品種類を広げながら次第に販路を拡大していった。藩が監督しているという信用と、使った分だけ後払いで代金を回収する「先用後利」（後述）という方式が後押しとなった。

### 明治以降
明治になって西洋医学が流入し、漢方医学やそれらに基づく和漢薬が廃れるとともに富山売薬が苦境に立たされ、配置家庭薬業界は結束して生き残りを図ろうとした。広貫堂は1876年（明治9年）、売薬商の共同出資で設立された。1886年には輸出売薬を開始した。明治の末期から大正にかけて輸出売薬は大きく伸び、中国やアメリカ、インドなど数多くの国と交流があった。大正の初めにはピークに達し、日貨排斥運動が活発だった中国市場の8割強が輸出売薬に占められた。
20世紀に入ると売薬に関する制度や法律が次々と整備された。1914年には売薬の調整・販売が出来るものの資格・責任を定めた「売薬法」が施行され、1943年に品質向上確保のため医薬品製造は全て許可制とする薬事法となった。さらに太平洋戦争後の1960年には薬事法が改正され、医薬品配置販売業が法文化された。昭和20年代後半から昭和30年代にかけてが配置薬（置き薬）産業の最盛期で、6割の家庭が利用するほど普及し、他県（滋賀県、奈良県、岡山県、佐賀県など）の企業も参入した。その後は国民皆保険や、現代では医薬品はドラッグストアなどでも手軽に購入できるようになったこともあって利用しない家庭が増えた。富山県が集計している配置薬の従事者は1961年の1万1685人から2019年は597人に減り、医療用医薬品の製造へシフトする企業も増えた。こうした歴史から、富山県には現在に至るまで製薬会社が多い。富山県は厚生部に「くすり政策課」を設けて、配置薬業を含む医薬品産業の振興を後押ししている。富山県の製薬会社は後発医薬品を含めて各種医薬品を開発・生産している。

## 商法

### 先用後利
先用後利は「用いることを先にし、利益は後から」とした富山売薬業の基本理念である。創業の江戸時代の元禄期から現在まで脈々と受け継がれている。始まりは富山藩2代藩主の正甫の訓示「用を先にし利を後にし、医療の仁恵に浴びせざる寒村僻地にまで広く救療の志を貫通せよ」と伝えられている。
創業当時、新たな売薬販売の市場に加わる富山売薬は、他の売薬と同一視されないような販売戦略を立てなければならなかった。当時は200年にわたる戦国の騒乱も終わり江戸幕府や全国の諸藩は救国済民に努め、特に領民の健康保持に力を入れていた。しかし疫病は多発し、医薬品は不十分だった。室町時代から続く売薬はあったものの店売りは少なく、薬を取り扱う商人の多くは誇大な効能を触れ回る大道商人が多かった。またこの時代、地方の一般庶民の日常生活では貨幣の流通が十分ではなかった。貨幣の蓄積が少ない庶民は、医薬品を家庭に常備することはできず、病気の都度、商人から求めざるを得なかった。
こうした背景の下、医薬品を前もって預け、必要な時に使用し、代金は後日支払いの先用後利のシステムは、画期的であり、時代の要請にも合っていた。
「薬は原価が10%で利益が90%だ」という意味で「薬九層倍」（くすりくそうばい）とも揶揄されたのだが、利益が大きいこと、運ぶものが軽いことなどが先用後利を成功させた。

### 配置販売
配置販売は富山売薬の営業形態となっている。消費者の家庭に予め医薬品を預けておき半年ごとに巡回訪問を行って使用した分の代金を受け取り、さらに新しい品物を預けるシステムである。医薬品医療機器法では医薬品の小売を店頭販売と規定し消費者が転売することを禁じているため、「決まった消費者のもとで配置という形の陳列販売をしている」と解釈されている。また預ける医薬品や配置員も許可制で代金は使用された後に受け取ることになっており、他の小売販売のように現金販売はできない。

### 懸場帳
置き薬業者が回る地域を「懸場」（かけば）と呼んだ。その地域の顧客管理簿や得意先台帳のことを懸場帳（かけばちょう）といった。懸場帳は優良な顧客、売れた薬の種数や家族構成などが記され、再訪問する際の服用指導や情報提供にも役に立ち、商売の管理に欠かせないものであった。データベースのはしりともいえ、家庭のデータだけでなく、様々なデータを合わすことで、お見合いなどの資料にもなった。他業者の懸場帳はそれがあれば誰でも他業者の集金高に近い売上高（貫高）が得られるため、のちには懸場帳自体が財産価値を持ち、業者間で多額の金額で取引されるようにもなった。
懸場帳を扱った作品は、小説に内田康夫『蜃気楼』、時代劇テレビドラマに『水戸黄門』第25部の第24話（1997年6月9日放送）、『裸の大将放浪記』など、漫画には石ノ森章太郎『買厄懸場帖 九頭竜』がある。多くの映画にも登場し、推理映画の場合は、事件のヒントを与えることが多い。

### おまけ（おみやげ）
富山の売薬の一つの特長としておまけ（おみやげ）を渡すことが挙げられ、地方への文化の伝播役ともなった。江戸時代後期から行われているおまけで人気があったのが、富山絵（錦絵）と呼ばれた売薬版画（浮世絵）で、歌舞伎役者絵、名所絵（風景画）、福絵など色々な種類が擦られ全国の家庭に配られた。そのほか紙風船をはじめ、「食べ合わせ」の表や当時の歌舞伎の情報や、紫雲英の種など軽いものを中心に日本中に配った。また上得意には、輪島塗や若狭塗の塗箸、九谷焼の盃や湯飲み茶碗などをおみやげとして渡していた。現在もおまけは渡しているが、高級品の進呈は業界の取り決めによりほぼなくなっている。
北原照久は『「おまけ」の博物誌』（PHP新書）で「おまけ」のルーツを求め、「富山が生んだ日本初の販促ツール」という一章を設けている。
また、「庶民哲学」のような言葉を広めたとされる。例えば、「高いつもりで低いのが教養　低いつもりで高いのが気位　深いつもりで浅いのが知識　浅いつもりで深いのが欲の皮　厚いつもりで薄いのが人情　薄いつもりで厚いのが面の皮　強いつもりで弱い根性　弱いつもりで強い自我　多いつもりで少ない分別　少ないつもりで多い無駄」などである。

## 主な合薬
- 反魂丹
- 萬金丹
- 万病円
- セメン円
- 胡黄連
- 六神丸

## 富山の売薬を紹介する施設
- 富山市民俗民芸村内「富山市売薬資料館」
- 富山県民会館分館「薬種商の館 金岡邸」
- 滑川市立博物館
- 越中反魂丹本舗 池田屋安兵衛商店 - 丸薬製造体験ができる。
- 廣貫堂「廣貫堂資料館」-2022年3月25日閉館

## 重要有形民俗文化財指定の売薬道具
富山県内には富山の売薬（配置販売業）を紹介する施設が上記のようにある。その一つ、富山市売薬資料館の収蔵資料約4,000点の内、846点を含め全1,818点が「富山の売薬用具」として、1981年（昭和56年）4月22日に国の重要有形民俗文化財に指定されている。